# Брюс, Эдвард, 10-й граф Элгин
Эдвард Джеймс Брюс, 10-й граф Элгин, 14-й граф Кинкардин (англ. Edward James Bruce, 10th Earl of Elgin, 14th Earl of Kincardine; 9 июня 1881 — 27 ноября 1968) — шотландский дворянин и военный. Помощник личного секретаря министра колоний (1908—1911) и директор Королевского банка Шотландии.

## Биография
Родился 9 июня 1881 года. Старший сын Виктора Брюса, 9-го графа Элгина (1849—1917), и леди Констанс Мэри Карнеги (1851—1909), дочери Джеймса Карнеги, 9-го графа Саутеска. Получил образование в Итонском колледже и в Баллиол-колледже Оксфордского университета.
Первоначально был капитаном артиллерийского ополчения королевского гарнизона Форфара и Кинкардина, а с 1908 года — командир тяжелой батареи Хайленда (Файфшира) в звании майора. В этом же звании участвовал в Первой мировой войне, дослужился до чина подполковника и дважды упоминался в депешах. Он был помощником директора по труду с 1918 по 1919 год.
Был награждён Орденом Святых Михаила и Георгия (1919), Орденом Чертополоха (1933), Орденом Возрождения Польши.
После формирования шотландского ополчения в январе 1941 года Эдвард Джэеймс Брюс был назначен командующим зоной № 3 (Файф и Кинроссшир) в районе Южного Хайленда. Эту должность он занимал до конца войны.
Он также был лейтенантом Королевской роты лучников и телохранителем королевы Шотландии. Почётный доктор права Сент-Эндрюсского университета и Университета Глазго.
В 1964 году он заказал конную статую короля Шотландии Роберта Брюса.
Он умер в возрасте 87 лет в 1968 году.

## Семья
5 января 1921 года граф Элгин женился на достопочтенной Кэтрин Кокрейн (? — 1989), дочери подполковника Томаса Кокрейна, 1-го барона Кокрейна (1857—1951), и леди Гертруда Бойль (1861—1950). В 1938 году его жена была назначена кавалером Ордена Британской Империи. У супругов было шестеро детей:
- Леди Марта Вероника Брюс (7 ноября 1921 — 22 января 2023), губернатор тюрем Гринок и Корнтон-Вейл
- Леди Джин Кристиан Брюс (род. 12 января 1923), муж с 1945 года Дэвид Уэмисс (род. 1920), двое детей
- Эндрю Брюс, 11-й граф Элгин (род. 17 февраля 1924), старший сын и преемник отца
- Достопочтенный Джеймс Майкл Эдвард Брюс (26 августа 1927 — 22 апреля 2013)[7] , трижды женат, восемь детей
- Леди Элисон Маргарет Брюс (род. 17 октября 1931—1992), муж с 1957 года Кливленд Стюарт-Паттерсон, трое детей
- Достопочтенный Эдвард Дэвид Брюс (род. 29 февраля 1936), женат с 1960 года на Саре Элизабет Уоллоп Уильям-Паулетт (1936—2015), двое детей.